# San Canzian d'Isonzo
San Canzian d'Isonzo est une commune de la province de Gorizia, dans la région Frioul-Vénétie Julienne, en Italie. Le nom provient des saints Can, Cantien et Cantienne qui selon la tradition furent martyrisés et enterrés ici vers 300 av. J.-C.

## Histoire
Il devait y avoir à cet endroit à l'époque romaine et dans l'Antiquité tardive un vicus (vicus Cantianus). De multiples vestiges en témoignent : inscriptions, sarcophages, sculptures, vaste basilique paléochrétienne abritant le tombeau des saints Cantiens.

## Administration
| Période                                  | Période  | Identité      | Étiquette               | Qualité |
| ---------------------------------------- | -------- | ------------- | ----------------------- | ------- |
| 28 mai 2002                              | En cours | Paolo Pizzoni | Democratici di Sinistra |         |
| Les données manquantes sont à compléter. |          |               |                         |         |

### Hameaux
Begliano, Isola Morosini, Pieris (siège de la mairie), Terranova, Ca’ del bosco, Colassa, Isonzato.

### Communes limitrophes
Fiumicello, Grado, Ronchi dei Legionari, San Pier d'Isonzo, Staranzano, Turriaco.